# Michelle Cliff
Michelle Carla Cliff (2 de novembro de 1946 - 12 de junho de 2016) foi uma autora jamaicana-americana cujas obras notáveis incluem Abeng (1985), No Telephone to Heaven (1987) e Free Enterprise (2004).
Além de romances, Cliff também escreveu contos, poemas em prosa e obras de crítica literária. Seus trabalhos exploram os vários problemas complexos de identidade que decorrem da experiência do pós-colonialismo, bem como a dificuldade de estabelecer uma identidade individual autêntica diante das construções de raça e gênero. Um revisionista histórico, muitos dos trabalhos de Cliff buscam promover uma visão alternativa da história contra as narrativas convencionais estabelecidas. Ela frequentemente se referia à sua escrita como um ato de desafio - uma maneira de recuperar uma voz e construir uma narrativa para falar contra o indizível, abordando questões de sexo e raça.
Identificando-se como birracial e bissexual, Cliff, que tinha cidadania jamaicana e americana, usou sua voz para criar um corpo de trabalho repleto de poesia em prosa, romances e contos. Seus escritos foram enriquecidos pelo poder, privilégio e dor de sua multilocalização para reimaginar criativamente a identidade caribenha.

## Biografia
Cliff nasceu em Kingston, Jamaica, em 1946 e mudou-se com sua família para a cidade de Nova York três anos depois. Seu pai era Carl Cliff e sua mãe era Lilla Brennan. Cliff descreveu sua família como "jamaica branca", jamaicanos de ascendência principalmente européia, mas depois começou a se identificar como uma mulher negra de pele clara. Respondendo a uma descrição dela na antologia das Índias Ocidentais "Her True True Name" como tendo pele clara o suficiente para ser funcionalmente branca, Cliff rejeitou a noção de que uma pessoa tem "uma perspectiva branca só porque você parece branca". Ela voltou para a Jamaica em 1956 e frequentou a St Andrew High School for Girls, onde manteve um diário e começou a escrever, antes de retornar à cidade de Nova York em 1960. Ela foi educada no Wagner College (Nova York), onde se formou em História Européia e no Warburg Institute da Universidade de Londres, onde fez pós-graduação em estudos renascentistas, com foco específico no Renascimento italiano. Ela ocupou cargos acadêmicos em várias faculdades, incluindo Trinity College e Emory University.
A partir de 1999, Cliff morou em Santa Cruz, Califórnia, com sua companheira, a poetisa americana Adrienne Rich. Os dois eram sócios desde 1976; Rich morreu em 2012.
Cliff morreu de insuficiência hepática em 12 de junho de 2016.

## Carreira e trabalhos
Seu primeiro trabalho publicado veio na forma do livro Claiming an Identity They Taught Me to Despise, que abordou as várias maneiras pelas quais a própria Cliff experimentou o racismo e o preconceito.
Tendo encontrado companheirismo e comunidade com feministas afro-americanas e latinas, o trabalho de Cliff prosperou e contribuiu para permitir que outras vozes fossem ouvidas. Cliff contribuiu para a antologia feminista negra de 1983, Home Girls: A Black Feminist Anthology.
Em 1984, Cliff publicou Abeng, um romance semiautobiográfico que explora tópicos da subjetividade sexual feminina e da identidade jamaicana. Em seguida veio The Land of Look Behind: Prose and Poetry (1985), que usa o mundo folclórico jamaicano, sua paisagem e cultura para examinar a identidade.
O segundo romance de Cliff, No Telephone to Heaven, foi publicado em 1987. No centro deste romance, que continua a história de Clare Savage desde seu primeiro romance, Abeng, ela explora a necessidade de recuperar um passado africano reprimido.
Seus trabalhos também foram antologizados em uma coleção editada por Barbara Smith e Gloria Anzaldúa para Making Face, Making Soul: Creative and Critical Writing by Feminists of Color (1990).
A partir de 1990, o trabalho de Cliff é visto como tendo um foco mais global, especialmente com sua primeira coleção de contos, Bodies of Water . Em 1993 ela publicou seu terceiro romance, Free Enterprise, e em 1998 publicou outra coleção de contos, The Store of a Million Items . Ambas as obras continuam sua busca por corrigir as injustiças históricas.
Ela continuou a trabalhar ao longo dos anos 2000, lançando várias coleções de ensaios e contos, incluindo If I Could Write This Fire (2008) e Everything Is Now: New and Collected Short Stories (2009). Seu último romance, Into The Interior, foi publicado em 2010.
Em 2015, Cliff participou de muitos projetos literários, incluindo a tradução para o inglês de obras de vários escritores, poetas e criativos, como a poetisa argentina Alfonsina Storni; Poeta e dramaturgo espanhol, Federico García Lorca e poeta, cineasta e filósofo italiano Pier Paolo Pasolini.

### Ficção
- 2010: Into the Interior (University of Minnesota Press). Novela
- 2009: Everything is Now: New and Collected Stories (University of Minnesota Press). contos
- 2004: Free Enterprise: A Novel of Mary Ellen Pleasant (City Lights Publishers). Novela
- 1998 : A Loja de um Milhão de Itens (Nova York: Houghton Mifflin Company). contos
- 1993 : Free Enterprise: A Novel of Mary Ellen Pleasant (Nova York: Dutton). Novela
- 1990 : Bodies of Water (Nova York: Dutton). contos
- 1987 : No Telephone to Heaven (Nova York: Dutton). Novela (sequência de Abeng )
- 1984 : Abeng (Nova York: Pinguim). Novela

### Poesia em prosa
- 1985: The Land of Look Behind and Claiming (Firebrand Books).
- 1980: Reivindicando uma identidade que eles me ensinaram a desprezar (Persephone Press).

### Editoria
- 1982: Lillian Smith, The Winner Names the Age: A Collection of Writings (Nova York: Norton).

### Outros
- 2008: Se eu pudesse escrever isso no fogo Imprensa da Universidade de Minnesota. Coleção de não-ficção.
- 1982: "Se eu pudesse escrever isso no fogo, escreveria isso no fogo", em Barbara Smith (ed. ), Home Girls : A Black Feminist Anthology (Nova York: Kitchen Table: Women of Color Press ).
- 1994: "História como ficção, ficção como história", Plowshares, outono de 1994; 20(2–3): 196–202.
- 1990: "Object into Subject: Some Thoughts on the Work of Black Women's Artists", em Gloria Anzaldúa (ed. ), Making Face, Making Soul/Haciendo Caras: Creative and Critical Perspectives by Women of Color (San Francisco: Aunt Lute), pp. 271–290.

## Feminismo
Em 1981, Cliff tornou-se associada do Women's Institute for Freedom of the Press.